# Кастелар (отель)
Оте́ль «Кастелар» (исп. Hotel Castelar) — четырёхзвёздочная гостиница в Буэнос-Айресе, расположенная на Авенида де Майо, в историческом районе города.

## История

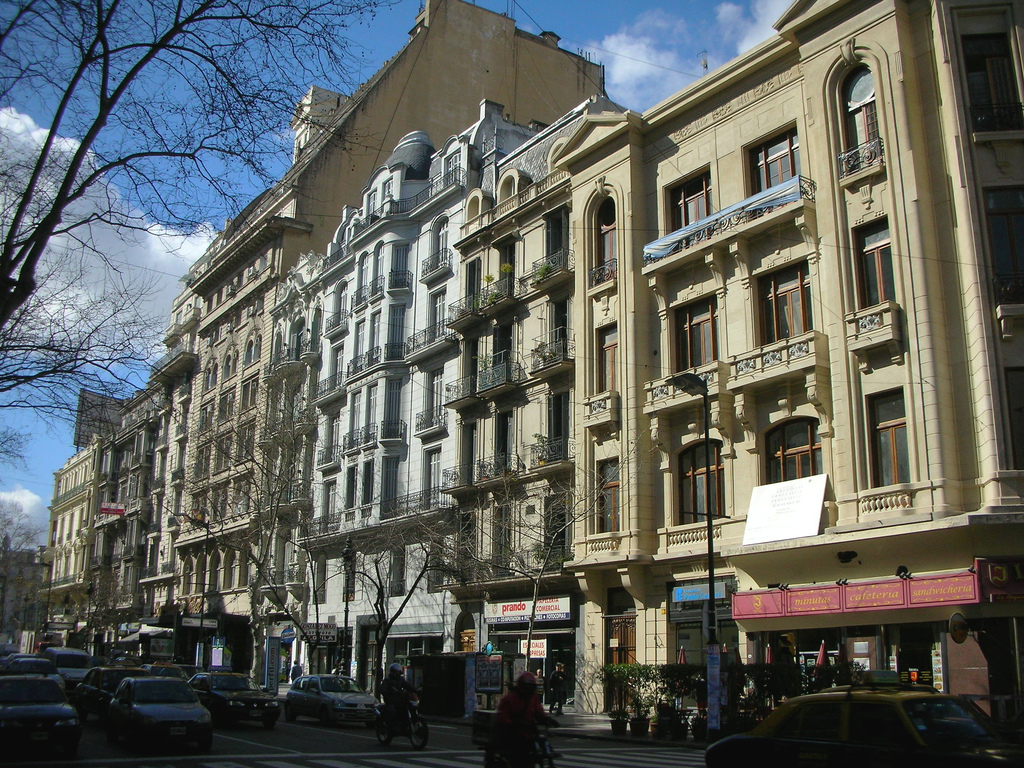
Отель Castelar выделяется по количеству этажей.

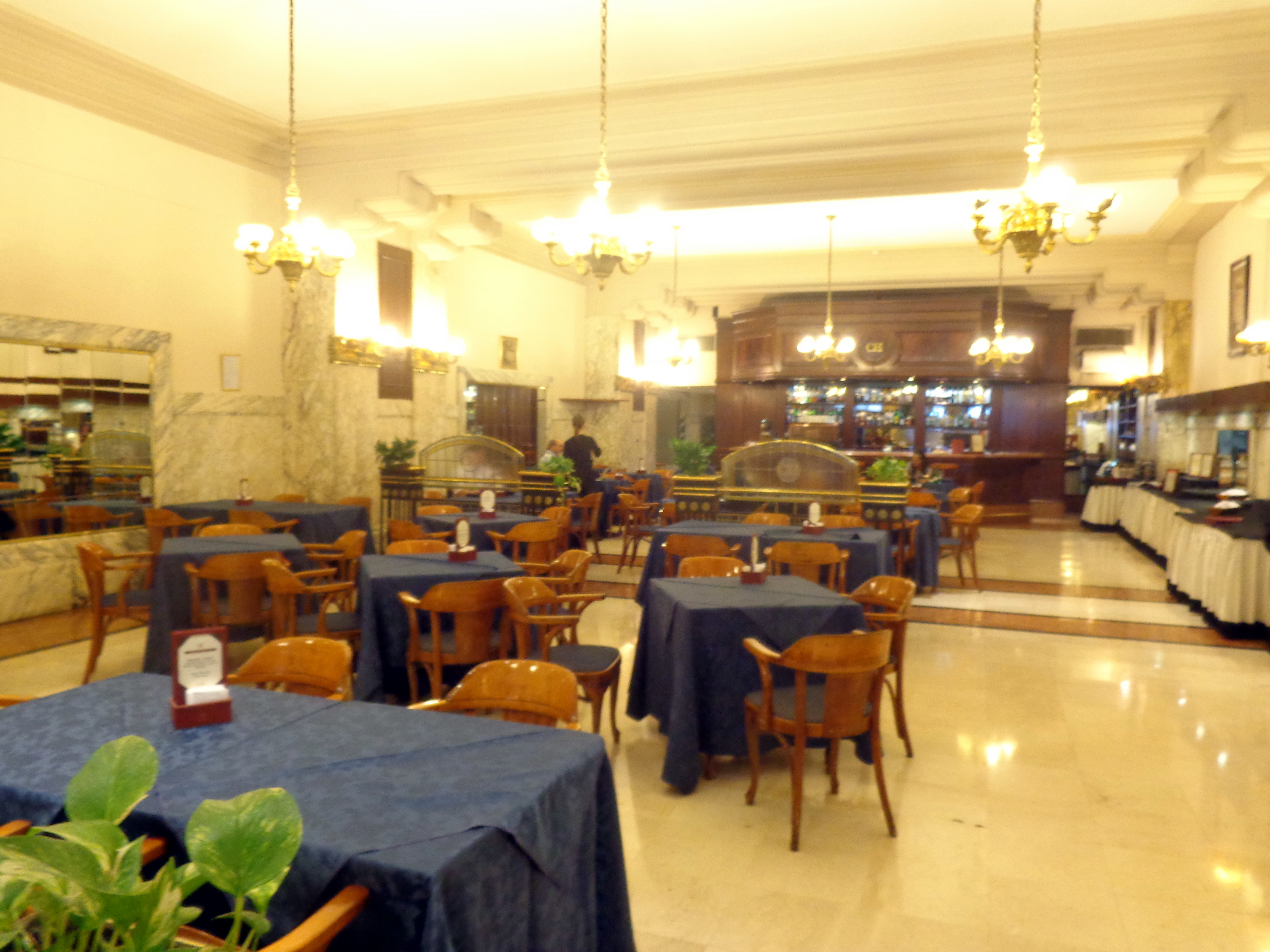
Бар.

Здание было спроектировано итальянским архитектором Марио Паланти и его построил инженер Жозеф Пизоне, здание было открыто в 1928 году. Поскольку Авенида де Майо имеет регулирование максимальных высот зданий, с седьмого этажа, фасад здания опирается на соседнее здание, здание имеет высоту 53,5 метров (максимальная высота на проспекте Авенида де Майо).
Отель был открыт под названием Excelsior, а с октября 1933 года был его самый известный посетитель, испанский писатель Федерико Гарсиа Лорка, который проживал в отеле до марта 1934 г. В 2003 г. правительством города Буэнос-Айрес в его комнате была установлена памятная табличка, отдавая дань памяти писателю. На первом этаже здания расположен ресторан, завсегдатаями которого были Нора Ланге, Оливерио Хирондо и Альфонсина Сторни. Пьеса Гарсия Лорки, Bodas де Sangre с успехом шла в театре Авенида .
Кроме того, в этом отеле Артуро Фрондизи и другие радикальные лидеры в 1937 году сформировали новое движение, выступая против президента Марсело Торкуато де Альвеар.
В 1951 году, меняя владельцев, отель получил нынешнее название Кастелар, в честь Эмилио Кастелар и Риволи, президента Первой Испанской республики. В настоящее время это единственный отель для туристов на Авенида-де-Майо.
Совсем недавно, отель был местом проживания вице-президента Карлоса Альвареса после драматической отставки, 6 октября 2000 года, что произошло перед отставкой президента Фернандо де ла Руа год спустя.